# کروماتیکا
کروماتیکا (انگلیسی: Chromatica) ششمین آلبوم استودیویی خوانندهٔ آمریکایی لیدی گاگا است که در ۲۹ مه ۲۰۲۰ توسط اینترسکوپ رکوردز و زیرمجموعه‌اش استریم‌لاین منتشر شد. اینترسکوپ در نتیجهٔ دنیاگیری کووید ۱۹، تاریخ انتشار آلبوم را به تعویق انداخت. گاگا با همکاری طولانی‌مدت با بلادپاپ، بلک‌پینک، آریانا گرانده، التون جان و تهیه‌کنندگان مختلفی بر تولید آلبوم نظارت داشت تا آلبوم مفهومی با بهره‌گیری از ریشه‌های دنس-پاپ خود خلق کند. کروماتیکا با وابستگی به موسیقی هاوس دههٔ ۱۹۹۰ میلادی از سبک آکوستیک انتشارهای پیشین گاگا، جوآن (۲۰۱۶) و ستاره‌ای متولد شده است (۲۰۱۸) خودداری می‌کند. گاگا با شخصیتی پر زرق و برق الهام گرفته از سایبرپانک دوباره ظاهر شد تا با آزمایش‌های تجربیاتی‌اش منطبق شود.
مفهوم آلبوم به دنبال دستیابی به بهبودی و خوشبختی خدشه‌ناپذیر است. ترانه‌های موجود در کروماتیکا از طریق درون نگری اغلب تاریک به موضوع، نمایان‌گر دیدگاه‌های شخصی گاگا در مورد مضامین الهام‌گرفته از شکست عشقی و مبارزات روانی در زندگی خصوصی‌اش هستند.
در ۲۵ فوریه ۲۰۲۰، گاگا «عشق احمقانه» را به عنوان تک‌آهنگ آغازین آلبوم اعلام کرد که در ۲۸ فوریه ۲۰۲۰ منتشر شد. «بر من ببار» به عنوان دومین تک‌آهنگ در ۲۲ مه ۲۰۲۰ منتشر شد. «آب‌نبات ترش» به عنوان ضبط تبلیغاتی در ۲۸ مه ۲۰۲۰ منتشر شد.
پس از انتشار کروماتیکا، به‌طور کلی نظر مثبت منتقدان موسیقی را دریافت کرد و در بالای جدول بیلبورد ۲۰۰ با ۲۷۴٬۰۰۰ واحد معادل آلبوم، از جمله ۲۰۵٬۰۰۰ فروش خالص، به ششمین آلبوم شماره یک پیاپی گاگا در ایالات متحده تبدیل شد. این آلبوم همچنین در بسیاری از کشورهای دیگر از جمله استرالیا، فنلاند، فرانسه، مکزیک، ایرلند، کانادا، پرتغال، ایتالیا، هلند، نیوزیلند، اسکاتلند و انگلستان در رتبه‌های برتر جدول قرار گرفت.

## فهرست آهنگ
| شماره | نام                                    | نویسنده(ها)           | تهیه‌کننده(ها) | مدت  |
| ----- | -------------------------------------- | --------------------- | ------------- | ---- |
| ۱.    | «کروماتیکا۱»                           |                       |               | ۱:۰۰ |
| ۲.    | «آلیس»                                 |                       |               | ۲:۵۷ |
| ۳.    | «عشق احمقانه»                          | لیدی گاگا، مکس مارتین | بلادپاپ       | ۳:۱۳ |
| ۴.    | «بر من ببار» (به همراهی آریانا گرانده) |                       |               | ۳:۰۲ |
| ۵.    | «زن آزاد»                              |                       |               | ۳:۱۱ |
| ۶.    | «امشب سرگرم‌کننده است»                  |                       |               | ۲:۵۳ |
| ۷.    | «کروماتیکا ۲»                          |                       |               | ۰:۴۱ |
| ۸.    | «۹۱۱»                                  |                       |               | ۲:۵۲ |
| ۹.    | «عروسک پلاستیکی»                       |                       |               | ۳:۴۱ |
| ۱۰.   | «آب‌نبات ترش» (به همراهی بلک پینک)      |                       |               | ۲:۳۷ |
| ۱۱.   | «انیگما»                               |                       |               | ۲:۵۹ |
| ۱۲.   | «بازپخش»                               |                       |               | ۳:۰۶ |
| ۱۳.   | «کروماتیکا ۳»                          |                       |               | ۰:۲۷ |
| ۱۴.   | «سینوس از بالا» (به همراهی التون جان)  |                       |               | ۴:۰۴ |
| ۱۵.   | «کبوترها»                              |                       |               | ۳:۳۵ |
| ۱۶.   | «بابل»                                 |                       |               | ۲:۴۱ |